# Inui Sekihiko
Inui Sekihiko (犬威赤彦 (Khuyển Uy Xích Ngạn) Inui Sekihiko, 26 tháng 3), tên thật là Seki Inuhiko là một mangaka Nhật Bản đồng thời là tác gia dōjinshi.

## Tiểu sử
Ông bắt đầu khởi nghiệp manga bằng hoạt động vẽ dōjinshi trong câu lạc bộ thể thao mang tên MIX-ISM tại Comiket mùa đông năm 1997 ở Tokyo, Nhật Bản.

## Tác phẩm
1. Comic Party (5 tập, tập cuối cùng phát hành vào tháng 3 năm 2005, ISBN 4,840,230,137) MediaWorks
2. Murder Princess (Công chúa sát thủ) (Tháng 10 năm 2005, 10 ISBN 4-8402-3160-5) MediaWorks
3. Gensō Shugi (Chủ nghĩa ảo tưởng) (Tháng 4 năm 2006, ISBN 4-04-713812-6) Kadokawa Comics Ace
4. Ratman (Người chuột) (Loạt truyện bắt đầu được phát hành nhiều kỳ vào tháng 8 năm 2007 trên nguyệt san Shōnen Ace)